# Willi Gusenburger
Willi Gusenburger (* 17. September 1927 in Saarbrücken; † 6. Februar 2001) war ein deutscher Fußballschiedsrichter.
Der aus Saarbrücken stammende Gusenburger leitete von 1963 bis 1966 insgesamt 13 Spiele der Fußball-Bundesliga sowie eine Begegnung im DFB-Pokal. Zusätzlich zur Bundesliga pfiff Gusenburger auch in unteren Ligen weiter Spiele, so in der Regionalliga-Saison 1964/65.